# ファビオ・フィルマーニ
ファビオ・フィルマーニ（Fabio Firmani, 1978年5月26日 - ）は、イタリア・ローマ出身の元サッカー選手。現役時代のポジションはMF。

## 経歴

### キャリア初期
地元ローマにあるASロディジャーニでサッカー選手としてのキャリアを始める。1996年から2001年まで所属（1998-99シーズンはレッジーナ・カルチョへレンタル移籍）したヴィチェンツァ・カルチョではリーグ戦70試合の出場。1997-98シーズンのUEFAカップウィナーズカップでは得点も決め、クラブは準決勝まで進出した。その後、2001年9月にACキエーヴォ・ヴェローナへ移籍するも出場機会は得られず、ボローニャFC、SSCヴェネツィアといったクラブをレンタルで転々とする。2003年の夏にはカルチョ・カターニアへ移籍した。

### ラツィオ
2005年夏、ユヴェントスFCへ移籍したジュリアーノ・ジャンニケッダの代役としてSSラツィオに移籍。しかし怪我の影響もあり出場機会は限られた。2007年11月25日、オリンピコでのパルマFC戦でゴールを決める。これは、2週間前に警官に射殺されたラツィオサポーター、ガブリエレ・サンドリに捧げるものとなった。

### キャリア晩年
2008-09シーズン後半はアル・ワスルFCでプレー。2010年12月、ラツィオを退団することが決定した。2011年2月に陝西人和足球倶楽部へ加入した。

## 代表歴
イタリアU-21代表として、10試合に出場し1得点。2000年のシドニーオリンピックのメンバーにも選ばれている。

## タイトル
ヴィチェンツァ
- コッパ・イタリア : 1996-97
- セリエB : 1999-00

ラツィオ
- コッパ・イタリア : 2009-10
- スーペルコッパ・イタリアーナ : 2010